# دييغو فالفيردي فيينا
دييغو فالفيردي فيينا (بالإسبانية: Diego Valverde Villena، ولد في 6 أبريل 1967، سان إسيدرو، ليما، بيرو) شاعر من أب إسباني وأم بوليفية يحمل الجنسيتين: الإسبانية والبيروانية، ومنذ نعومة أظافره ارتبطت حياته بالأدب.
ما بين عامي 1992 م و1998 م عمل مدرساً للأدب واللغة في جامعات مختلفة منها جامعة سان أندريس دي لا باث (بوليفيا). كذلك عمل في وزارة الثقافة الإسبانية من عام 2002 م وحتى 2004 م، وفي عام 2006 م عين مديراً لمعرض الكتاب الذي يقام سنوياً في بلد الوليد منصب لا يزال يشغله إلى الآن. يجيد العديد من اللغات: الإنجليزية، الألمانية، الفرنسية، الإيطالية فضلاً عن قراءاته في اليونانية واللاتينية.

## الدراسة
حصل على ليسانس فقه اللغة الإسبانية والإنجليزية والألمانية. قام بعمل دراسات متخصصة في الأدب واللغة في جامعات سلمنقة، دبلن، إدنبرج ووركرو، كذلك قام بالدراسات المؤهلة للدكتوراة في الأدب في جامعات أوكسفورد، هيدلبرج، توبنجا، شيكاغو وفي جامعة كمبلوتنسي بمدريد.

## ترجمات
له نشاط مثمر في مجال الترجمة وقام بترجمة العديد من الأعمال الأدبية من الألمانية والفرنسية والإنجليزية والإيطالية والبرتغالية إلى الإسبانية. من بين الكتاب الذين ترجم لهم: آرثر كونان دويل، روديارد كيبلينج، جون دون، جورج هربرت، عزرا باوند، بول إيلوار، فاليري لاربود، نون جوديث، جورج دي سوسا براجا وبول ثلان.

## أمثلة لترجمات نثرية
- زائر يأتينا في منتصف الليل وقصص أخرى للكاتب آرثر كونان دويل، بالدمار، مدريد، 2001.
- الحياة الامبراطورية لروديارد كيبلينج للكاتب ديفيد جيلمور، سيس بارال، بارشلونة، 2003.

## دواوين شعرية
- مشقة ممارسة النسيان، لا باث، بوليفيا، 1997
- شيكاجو وست باري 628، سويلتوس دي لا سيلبا بروفوندا، لوجرونيا، 2000
- لا تنس وجهي، ورجا وفيرو، مدريد، 2001
- جحيم المحب، بلد الوليد، 2002
- المرآة التي كتب عليها اسمي، دارة الكرز، القاهرة، 2006 تأتي القصائد بالإسبانية والعربية وترجمها إلى العربية الدكتور محمد أبو العطا
- سير هيسريم، هو أناشيد في الحب الإلهي، طباعة كاراكول ديسكالثو، مدريد، 2006
- أيقونات: قصيدة من ثلاثة أجزاء تصحبها أنغام للموسيقار خوان مانويل رويث، عرضت من سوبرانو وبيانو في 2007 ونشرت عام 2008

## منتخبات شعرية
- 33 راديو، صدرت عن كالامار بالتعاون مع راديو إسبانيا، مدريد، 2004
- منتخب من الشعر الإسباني والمصري المعاصر، المعهد المصري للدراسات الإسلامية، مدريد، 2005.
- عشرة شعراء وعشرة موسيقيون، كالامبور، مدريد، 2008.

## مقالات ودراسات
- من أجل كاتالينا ميكائيلا: ألبرو موتيس وما وراء الزمن"، أومسا، لاباث، بوليفيا، 1997.
- الشعر البوليفي الحديث، لاخورنادا سيمنال، المكسيك، 27 يونيو، 1999.
- مرآة شارع جاؤنا: الدهاليز الخفية بين الخيال والواقع عند خورخيه لويس بورخيس"، في مجلة كلارين، العدد 30، مارس_أبريل، 2000 الصفحات من 5 إلى 10
- بعد مرور سنوات كثيرة السيد ألبرو يمثل أمام الملك، مجلة كلارين، العدد 32، مارس، أبريل 2001 الصفحات من 3 إلى 5
- نساء ذوات نظرة ثاقبة وخطوة بطيئة: الأنوثة الخالدة في شعر ألبرو موتيس، اكسيلسيور، المكسيك، 7 يونيو 2002.
- أفعال مسلحة تحت راية ألبرو موتيس، مجلة أقلام وآداب حرة، 10 يوليو 2002، الصفحات 46 إلى 48.
- إسبانيا: الدهشة والبهجة على الطاولة، مجلة نكهة الثقافات الأوروبية، المجلس الأوروبي للنشر، استراسبورج، 2005.
- في رعاية إيزيس: رحلة إلى مصر، مجلة كلارين، العدد 63، مايوK يونيه 2006، الصفحات 66 إلى 68

## إصدارات نقدية
- ألبرو موتيس، صوت ألبرو موتيس، تحرير ديجو بالبيردي بيينا، شعر في مدينة الطلبة، مدينة الطلبة، مدريد، 2001.
- لويس ألبرتو دي كوينكا، الحب والعناء، تحرير واختيار ومقدمة لدييغو فالفيردي فيينا، ريناسيمينتو، إشبيلية، 2005.

## الأسلوب
الاستعانة بالإشارات التاريخية والأسطورية والأدبية والدينية واللجوء إليها يعد أهم ملمح في شعر فالفيردي. عندما ينظم فالفيردي أبياته معتمداً على إشارات تاريخية أو أدبية يرفعنا إلى مستوى إنساني جمعي، وهكذا يكون الفاعل الغنائي الشعري عالماً داخلياً يتحول كل شيء فيه إلى مرآة للروح، حيث يقدم القديم على أنه تطابق مع الحديث في أوقات بلا ذاكرة.
يستخدم الشاعر المفردات الأجنبية وخاصة في العنواين حيث يستعين بمفردات مأخوذة من الإيطالية، الفرنسية، وكذلك كلمات مهجورة من العربية أو الأسبانية. «أنا» دييغو فالفيردي تتطابق مع الشخصيات الأسطورية والتاريخية والأدبية حيث سلسلة المشاعر المتدفقة التي تنبعث من التجربة الحياتية تبدو ممكنة إذا علت من المستوى الفردي (مستوى الشاعر) إلى المستوى الإنساني، العالمي. يعتمد أسلوب فالفيردي الشعري على التركيز والاقتباس والتأمل الداخلي والتعبير العميق. الكلمة في شعر فالفيردي قادرة على التوالد.